# 1480 w polityce

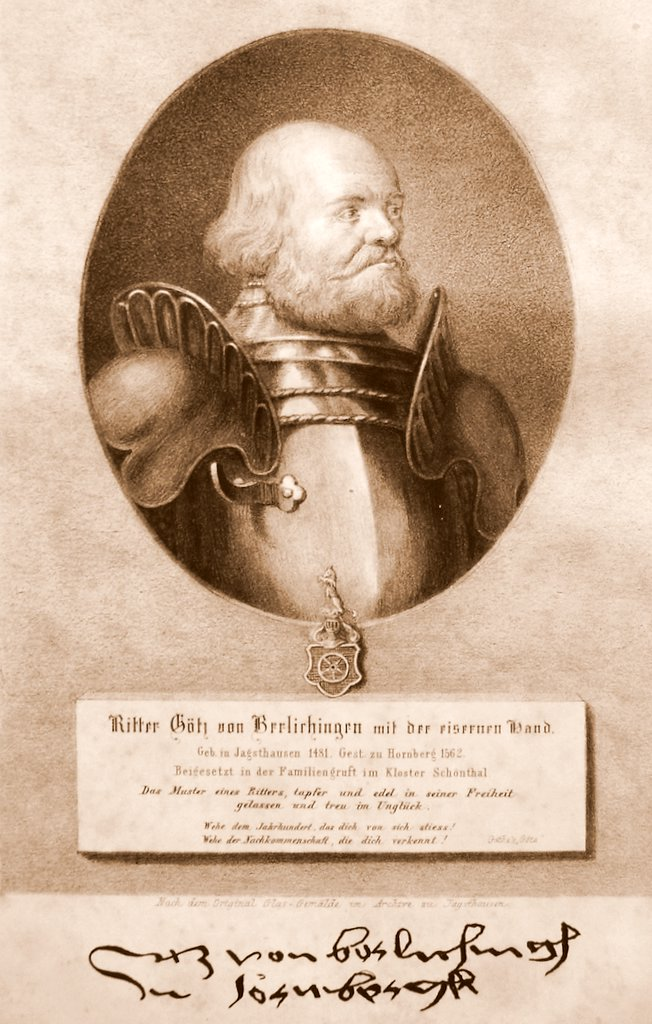
Götz von Berlichingen

Wydarzenia polityczne w 1480 roku.

## Wydarzenia
- 6 marca – Traktat w Toledo. Ferdynand Aragoński i Izabela I Kastylijska uznają zdobycze portugalskiego króla Alfonsa V w Afryce. W zamian Hiszpania otrzymuje Wyspy Kanaryjskie.
- Wielki książę moskiewski Iwan III Srogi odmawia płacenia trybutu Tatarom[1].

## Urodzili się
- Götz von Berlichingen, rycerz niemiecki[2].

## Zmarli
- 9 czerwca Kazimierz, książę płocki.
- Tristão Vaz Teixeira, portugalski żeglarz.